# Krekelkikkers
Krekelkikkers (Acris) zijn een geslacht van kikkers uit de familie boomkikkers (Hylidae).
Er zijn drie soorten die voorkomen in het oosten van de Verenigde Staten en noordelijk Mexico.
Krekelkikkers danken hun naam aan de lokgeluiden van de mannetjes die eerder aan een krekel doen denken dan aan een kikker. De mannetjes produceren korte, metalige piepgeluiden om de vrouwtjes te lokken.

## Soorten
Geslacht Acris
- Soort Acris blanchardi
- Soort Noordelijke krekelkikker (Acris crepitans)
- Soort Zuidelijke krekelkikker (Acris gryllus)

Acris · 
Hyliola · 
Pseudacris